# Stygobromus tahoensis
Stygobromus tahoensis is een vlokreeftensoort uit de familie van de Crangonyctidae. De wetenschappelijke naam van de soort is voor het eerst geldig gepubliceerd in 1974 door Holsinger.